# Nove, Lîpoveț
Nove (în ucraineană Нове) este un sat în comuna Bila din raionul Lîpoveț, regiunea Vinnița, Ucraina.

## Demografie
Componența lingvistică a localității Nove
     Ucraineană (100%)
Conform recensământului din 2001, toată populația localității Nove era vorbitoare de ucraineană (100%).